# Kelim

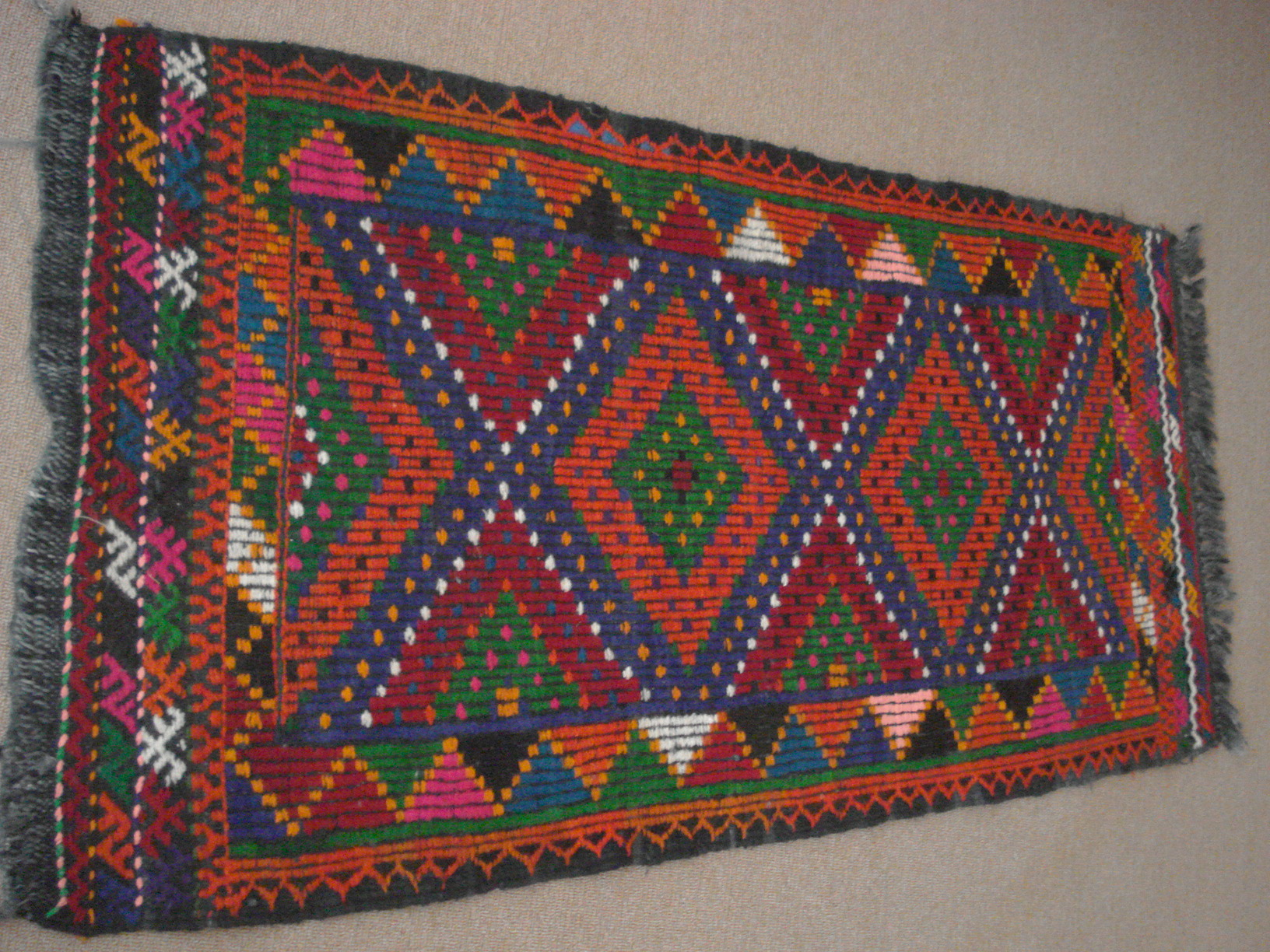
Kelim

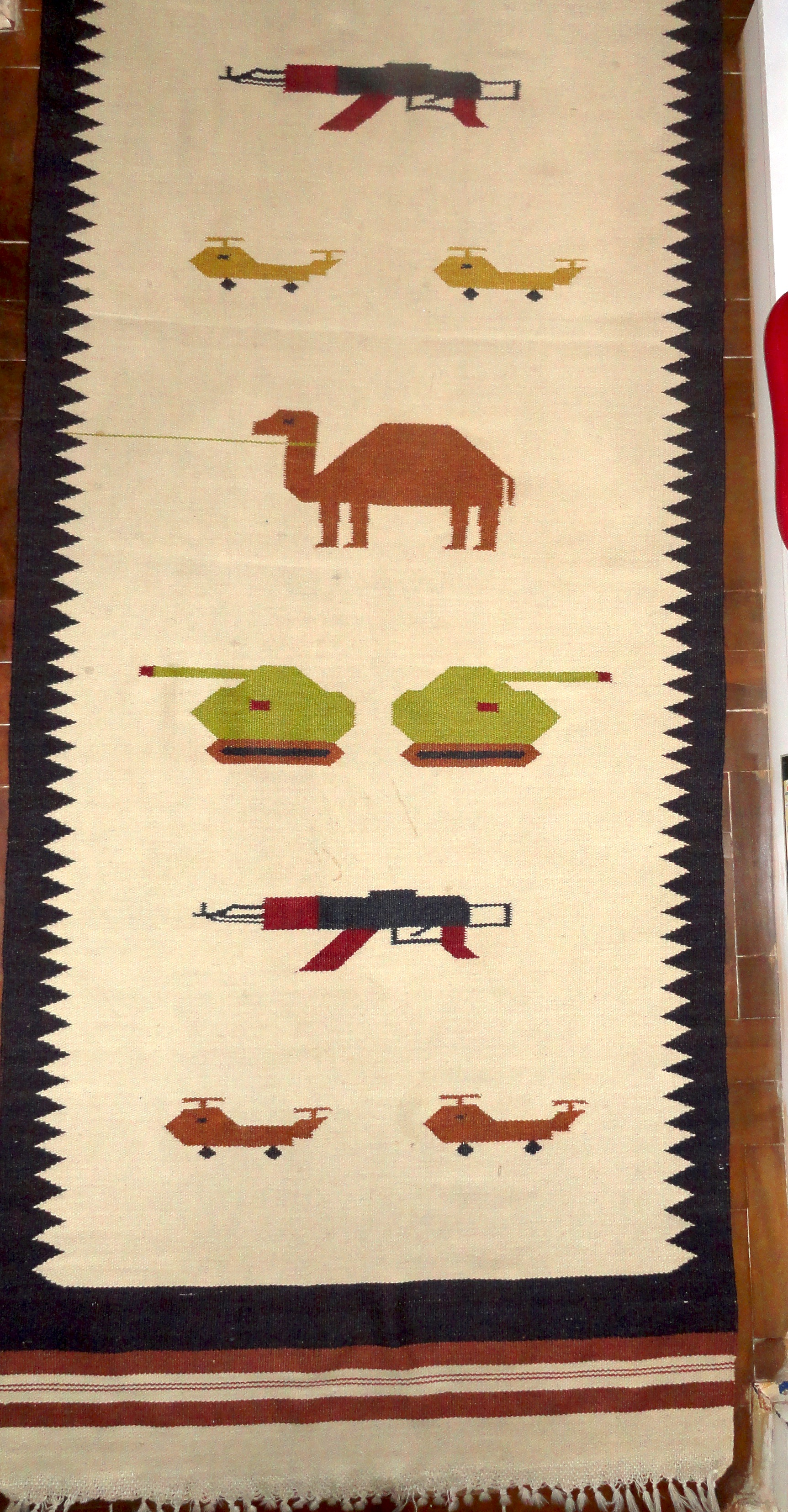
Kelim mit modernen Motiven aus Afghanistan

Ein Kelim oder Kilim (von persisch گلیم gelim, ‚Teppich‘) ist ein gewirkter Teppich oder Wandbehang, dessen Besonderheit darin besteht, dass der Schussfaden auf beiden Seiten des Kelims das Muster bildet, das heißt, dass er, ähnlich der europäischen Bildwirkerei, nicht mit durchgezogenem Schussfaden gewoben wird. Diese Art der Herstellung ist insbesondere im Kaukasusgebiet, Iran, Kleinasien und auf dem Balkan beheimatet.

## Terminologie
Im westlichen Sprachgebrauch ist Kelim ein mehrdeutiger Begriff, mit dem alle gewebten Bodenbeläge außer Knüpfteppiche bezeichnet werden. Einem solchen Konsens jedoch fehlen prinzipiell historische, technische und ästhetische Gemeinsamkeiten, da dabei unter Kelim eine Sammelbezeichnung verschiedener Techniken verstanden wird, z. B. Wirktechniken aller Art, Broschierungen mit flottierenden Schüssen (Sumak) oder Wickelbindungen, Webereien mit Kettreps, viele Arten von Broschierungen mit ergänzenden Zusatzschüssen oder -ketten und verschiedenen Kombinationen dieser Webtechniken. Die Frage, ob ein bestimmter Begriff durch eine bestimmte Technik oder ein bestimmtes Muster definiert ist oder sich auf eine bestimmte ethnische, stammesbezogene oder geographische Herkunft bezieht, ist in der gewebebezogenen Forschung nicht eindeutig wissenschaftlich geklärt und mit wenigen Ausnahmen auch nicht mit Sicherheit zu beantworten. Ursprüngliche Herkunftsnamen können andererseits sowohl den Herstellungsort als auch den Gewebetyp bezeichnen. Ein Beispiel hierfür ist der Sumak. Die Bezeichnungen Zili, Zilu und Verneh sind weitere Beispiele, wo keine Klarheit über den Ursprung der Gewebeterminologie herrscht, d. h. ob diesen Begriffen der Herkunftsort oder die verwendete Webtechnik zugrunde liegt.
Im Falle des Begriffs Kelim ist es technisch die Bezeichnung gemusterter Webereien, die meist aus Wolle bestehen, in Schlitzkelimtechnik mit Schussreps gearbeitet sind und – in zugleich dekorativer und praktischer Funktion – entweder als Decken oder als Behänge dienen. Die gleiche Technik liegt aber auch beim französischen Aubusson-Teppich, bei Gobelins und anderen europäischen Tapisserien, präkolumbianischen Textilien aus Südamerika, nordamerikanischen Decken der Navajos, ägyptischen Textilien der Pharaonen, Kopten, Araber und Osmanen, Webarbeiten aus Zentral- und Ostasien sowie Indonesien bis hin zum chinesischen K’o-ssu vor. Es existieren sogar Fälle, in denen kulturtopologisch völlig gegensätzliche Wirkgewebe ähnliche Muster aufweisen. So zeigen die Navajo-Decken auffallende Ähnlichkeit mit sogenannten baklava-gemusterten Kelims aus den Balkanländern, Kleinasien und Persien.
Für den wissenschaftlichen Sprachgebrauch wird der Begriff Kelim daher mit einer eindeutigen, geographisch einengenden Herkunft verbunden und ausschließlich für Wirkteppiche mit einem Entstehungsursprung in den Balkanländern, dem Vorderen und Mittleren Osten verwendet.
Analog zu einer signifikanten Begriffsausweitung existiert der konträre Fall, die Begriffssynonoymie. Ein persischer Gilim oder Gelim, ein anatolischer Palas oder Palas und ein syrischer Busut oder B’sath sind allesamt echte Kelims.

## Geschichte

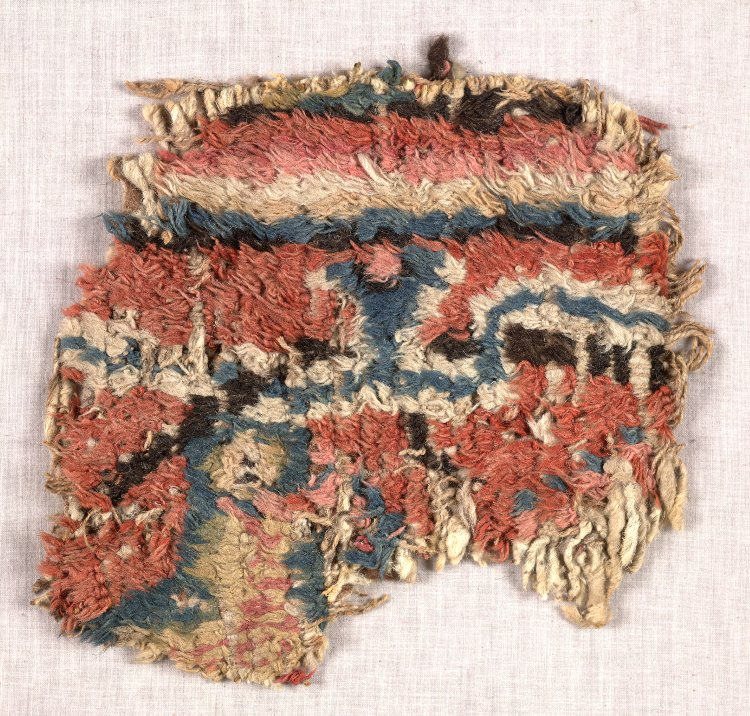
Teppichfragment (Knüpfung oder Schlingenwebtechnik), 3.–4. Jh., Loulan, heute im British Museum

Der Forschungsreisende Aurel Stein fand in Turpan, Ostturkestan, China, flachgewobene Kelims, die bis ins 4. oder 5. Jahrhundert n. Chr. zurückdatiert werden können. Auf noch ältere Verwendung deutet jedoch Xenophons Beschreibung von Wandbehängen und Bodenbelägen in den Reichtümern Cyrus hin. Unter den Begriffen Pilon, Tapetes und Rapta sind wahrscheinlich geknüpfte Teppiche und Textilien, die zur Gruppe der Kelims gehörten, zu verstehen.
Anatolische Textilfragmente aus dem 7. Jahrhundert v. Chr. deuten auf eine noch ältere Kenntnis der Schlitzkelimtechnik. Eine antike Verbreitung der Schlitzkelimtechnik und Kelimweberei ist daher anzunehmen.
Die ältesten heute bekannten datierten Kelims stammen aus dem 16. Jahrhundert. Sie sind künstlerisch jedoch schon so hervorragend, dass sie kaum die frühesten gewebten darstellen können. Mit Radiokarbon datierte bestimmte Kelimfragmente wurden auf das 13. bis 14. Jahrhundert datiert.
1967 behauptete der britische Archäologe James Mellaart, die ältesten Darstellungen von Flachgeweben auf Wandmalereien in den Ausgrabungen von Çatalhöyük entdeckt zu haben, die er auf circa 7000 v. Chr. und somit ins Neolithikum datierte. 1990 wurde diese Behauptung als wissenschaftliche Fälschung widerlegt.
In neuerer Zeit werden Kelims, die in Farbe, Format oder Muster nicht zu modernen Wohnsituationen passen, geupcycelt. Die aufwendig handversponnene Wolle der alten Kelims wird überfärbt und dann traditionell zu Vintagekelims mit zeitgemäßen Designs gewebt.

### Nutzung
Das Weben von Kelims geht auf eine jahrhundertealte und vorislamische Tradition zurück. Nomaden haben auf Webstühlen ihre Zeltbehänge, Bodenbeläge und Decken gewebt. Die Muster und Motive sind Abbilder aus der natürlichen Umgebung (z. B. Tiere oder Pflanzen) oder spiegeln Emotionen wider (Heiratswunsch, Glück etc.). Die Kelims sind anhand ihrer Verzierungen identifizierbar. Die Frauen der verschiedenen Nomadenstämme haben über Generationen ihre eigenen Varianten hervorgebracht und von der Mutter auf die Tochter überliefert. Gleichzeitig mit dem Rückgang der Nomadenvölker hat auch die Produktion für den Eigengebrauch sehr stark abgenommen. In die heutige, meist maschinelle Herstellung sind die Muster der Kelims (z. B. die Elibelinde) zwar eingeflossen, stehen aber nicht mehr zwangsläufig in der Tradition ihrer jeweiligen Herkunftsgebiete. Heutige Ornamente sind oft von Designern entworfen. Antike Kelims mit einem Alter von über 100 Jahren zählen daher auf dem weltweiten Kunstmarkt als besonders attraktive Sammlerstücke.

## Verbreitung
Die eigentlichen Kelime ohne die Cousins aus der Familie der in Schlitzkelimtechnik hergestellten Wirkstoffe sind in Marokko, Algerien, Tunesien, Libyen, Ägypten, Israel, Libanon, Türkei, Armenien, Georgien, Aserbaidschan, Syrien, Irak, Iran, Afghanistan, Kasachstan, Turkmenistan, Usbekistan, Kirgistan, Tadschikistan, Russland, China, Indien, Nepal, Bhutan, Ungarn, Bulgarien, Rumänien, Bosnien-Herzegowina, Albanien, Nordmazedonien, Kosovo, Serbien, Griechenland und Polen verbreitet. Zentren sind vor allem das anatolische, das armenische und das iranische Hochland sowie Transkaukasien, der hohe Kaukasus und die an das afghanische Hochland angrenzenden Regionen Zentralasiens und Belutschistans.

## Struktur
Ein Kelim wird aus zwei Arten von Garn und Faden hergestellt: Kette und Schuss. Dies ist in ihrer Grundform eine der einfachsten Webmethoden und lässt sich bis zur Antike, wahrscheinlich bis in prähistorische Zeiten zurückverfolgen.

### Kette
Die Kettfäden bestimmen durch den Abstand zueinander auf dem Webrahmen das Maß der Breite des Kelims. Damit ist dieses Maß grundsätzlich festgelegt. Die Länge der Kettfäden bestimmt die maximale Länge des Kelim.

### Schuss
Die horizontalen Schussfäden, die über und unter nebeneinanderliegenden Kettfäden geführt werden, kennzeichnen den Kelim als Webereien mit Schussreps. Hier werden die horizontalen Schussfäden fest genug aneinander geklopft, so dass die vertikalen Kettfäden verdeckt sind. Daher verdankt ein Kelim ausschließlich den Schussfäden sein Erscheinungsbild. Alle Muster sind damit Ergebnis der nebeneinander gesetzten Schussfäden mit unterschiedlichen Farben. Daher können für die Kette auch ungefärbte, für die Schussfäden nur farbige Garne verwendet werden.
Die Textur des Kelims hängt von Garnstärke und Abstand der einzelnen Fäden sowie von der Feinheit der Kettfäden und ihrer Dichte ab. Da Kelims zumeist gemustert sind, so sind Kelims Webereien mit unterbrochenen Schussfäden.

#### Schlitzkelimtechnik
Eine Besonderheit unter den Kelimteppichen sind die sogenannten Schlitzkelims, bei denen innerhalb gerader Musterabschnitte jeweils an genau der gleichen Kette der Schussfaden umgekehrt wird, so dass im Gewebe ein Schlitz entsteht.
Die Schlitzkelimtechnik ist die bei Kelims bei weitem üblichste Webart. Hierzu wird, wenn bei einem Muster- auch ein Farbwechsel in seitlicher Richtung erfolgt, der letzte farbige Schuss um den letzten Kettfaden der entsprechenden Farbfläche herumgeführt. Daher entsteht bei vertikal angrenzenden Flächen ein vertikaler Schlitz. Diese namengebenden Schlitze in der Kelim-Webtechnik werden durch eine Reihe von versetzt gesetzten Schlitzen mit einer Stufung der Übergänge für den Erhalt einer größeren Gewebefestigkeit möglichst klein gehalten.

## Varianten
Ebenfalls zu den Flachgeweben werden die Teppiche in Sumak-Technik (auch Soumak, Sumakh oder Sumach) gezählt. Dabei werden die Musterfäden um die Kettfäden geschlungen und anschließend ein Schussfaden eingewebt, wodurch ein Untergrundflor entsteht, der dem Teppich besondere Isolationsfähigkeit gibt. Sumakteppiche wurden deshalb gerne als Material zur Erstellung von Wiegen oder zur Isolation gegen den Wüstenboden verwendet.

## Provenienzen

### Anatolien (Türkei)
Die Geschichte der Kelim-Weberei Anatoliens ist bis heute nicht bekannt, auch sind die Aussichten diese zu klären nur gering. Da Kelims hier lange Zeit nur funktionale Bedeutung hatten und auch keinen kommerziellen Wert besaßen, sind keine Kelims älter als aus dem 17. Jahrhundert erhalten. Diese Kelims sind aus höfischen Bestand, Kelims aus nomadischen oder dörflichem Umfeld entstammen dem 18. Jahrhundert. Vielfältig ist dagegen die Überlieferung anatolischer Kelims des 19. Jahrhunderts.
Anatolische Kelims sind durch ihre Farbbrillanz und das Farbspiel der Muster gekennzeichnet. Farben sind hier integraler Bestandteil bestimmter räumlicher Muster in dem bestimmte Motive hervorgehoben werden.
In Anatolien als einem der Zentren der Kelimweberei werden Provenienzen in großer Anzahl unterschieden. Durch die unüberschaubare Fülle von Kelim-Designs, fehlender Dokumentation und der nicht immer präzisen Benennung durch die Kelim-Händler, ist es aber äußerst schwierig, jeden einzelnen Kelim akkurat zuzuordnen.
Letztlich sind die Farbe, Muster, Webung, Größe und Materialien entscheidend für deren Zuordnung.
Anatolische Kelims wurden und werden von einer Anzahl von nomadischen Völkern hergestellt. Dazu zählen die indigenen Kurden, sowie die durch Migrationen in Anatolien sesshaft gewordenen Turkvölker wie die Yörüks, und die oghusischen Seldschuken und Oghuz Osmanen.
Am besten bekannt und meisten geschätzt werden die Kelims, die traditionelle Provinzbezeichnungen von Städten, Regionen und Dörfern haben, wie Konya, Malatya, Karapinar und Hotamış.
Türkische Kurden
- Van
- Gaziantep
- Sivas
- Malatya

Irakische Kurden
- Irakische Kurden

Kaukasische Türken Nord-Ost Anatoliens
- Kars und Kağizman
- Erzurum
- Türkische Karabağs

Schwarzmeerküste und Nordanatolien
- Çorum und Çankiri
- Elmadağ
- Sivrihisar
- Manastir von reemigrierten Balkan-Türken (Manastir ehemaliger osmanischer Name Bitolas) verbreitet
- Keles

Anatolischen Ägäis und Westanatolien
- Yüncü Yörük
- Balikesir
- Bergama
- Aydin
- Uşak
- Denizli
- Eşme
- Çal
- Dazkiri
- Afyon

Südanatolien
- Fethiye
- Antalya
- Adana
- Reyhanli

Zentralanatolien
- Konya
- Obruk
- Keçimuhsine Çiçims
- Karapinar
- Aksaray
- Niğde
- Kayseri

Taurische Yörüks
- Mut
- Dağ
- Aleppo

Iran
- Senna
- Bidschar
- Chorassan
- Schahsavan mit Varietäten aus Mogan, Haschtrud, Mianeh, Bidschar Khamseh, Qazvin, Saveh und Veramin
- Lurs
- Bachtiari mit Varietäten aus Shushtar, Chahar mahal
- Qashqai
- Khamsa
- Afschar mit Varietaäten aus Khuzestan, Aserbaidschan, Khorassam Kerman, Sirjan, Jiruft, Baft
- Kerman
- Veramin
- Garmsar
- Harsin und Hamadan
- Zarand, Saveh und Qazvin
- Ardabil
- Talisch

### Kaukasus
- Kaukasischer Soumak

Aserbaidschan
- Quba
- Schirwan

### Balkan
- Bosanski ćilim, Bosnien
- Piroter Kelim, Pirot, Serbien